# Ernst Hähnel

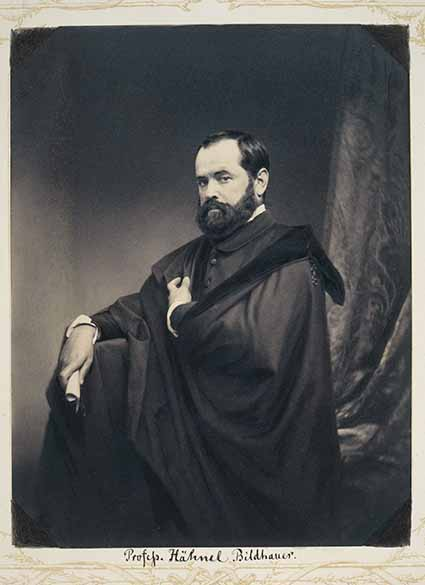
Ernst Hähnel, Fotografie von Franz Hanfstaengl

Ernst Julius Hähnel (* 9. März 1811 in Dresden; † 22. Mai 1891 ebenda) war ein deutscher Bildhauer und Professor an der Dresdener Kunstakademie.

## Leben

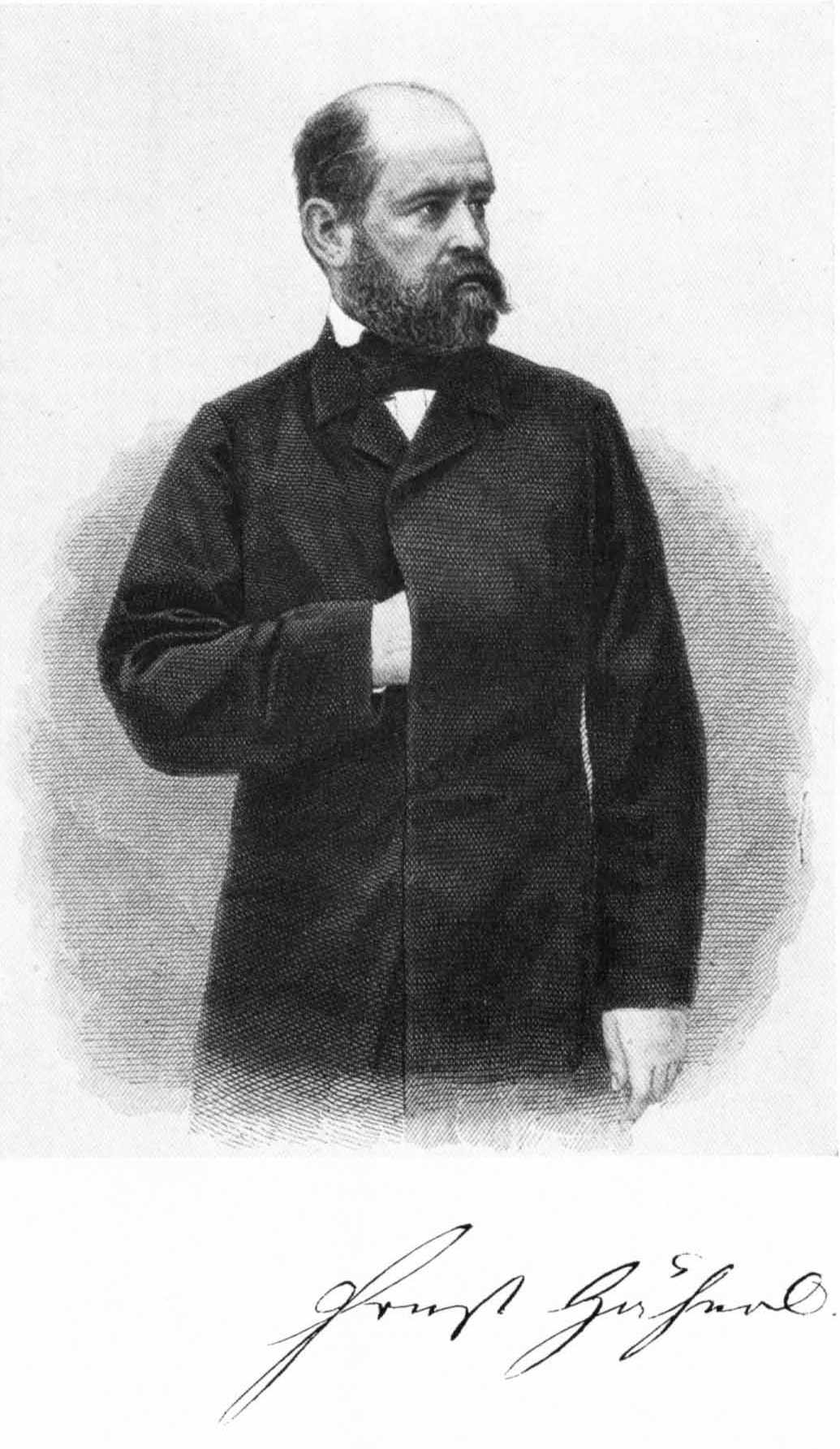
Ernst Hähnel im höheren Alter

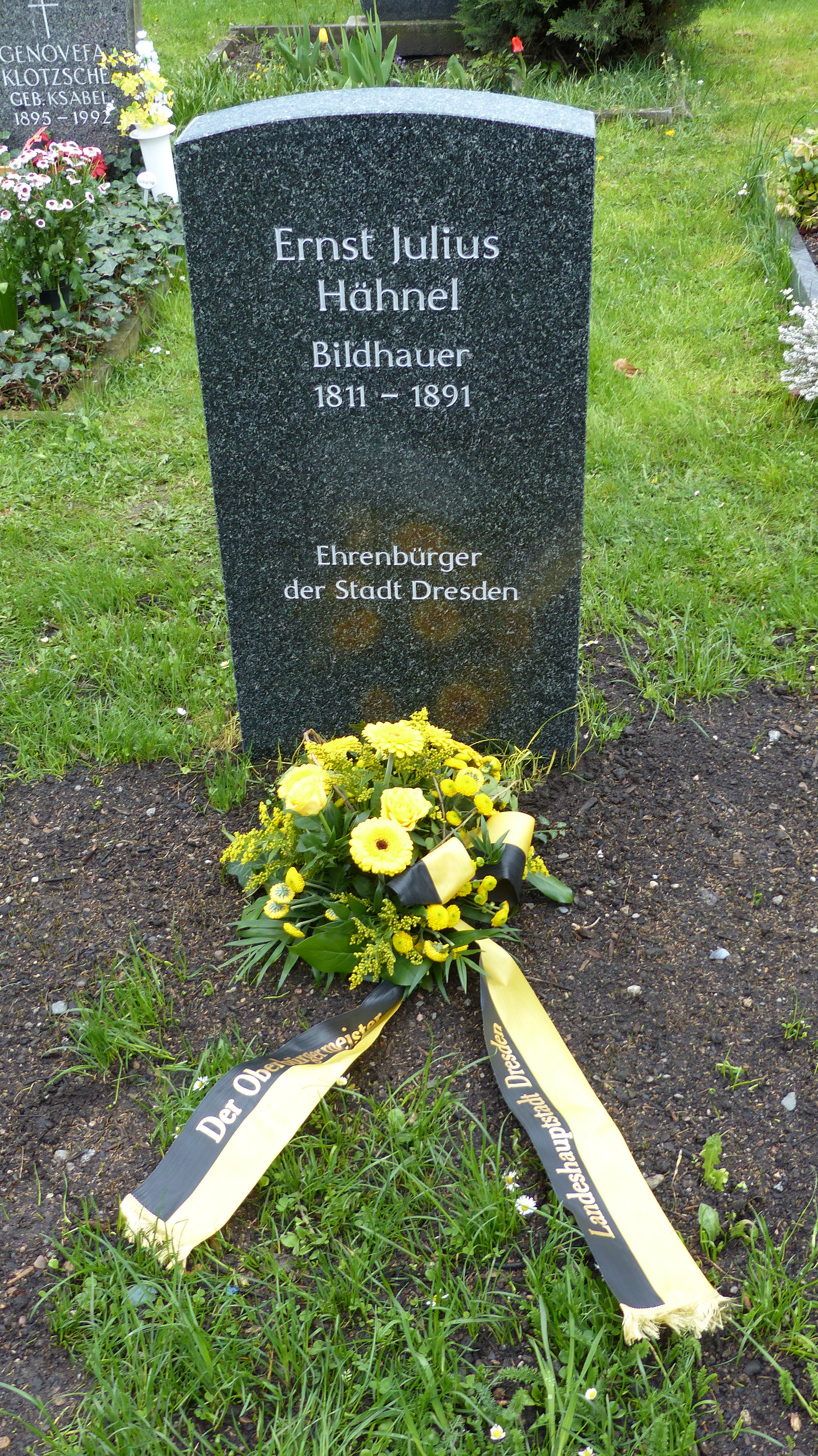
Neuer Grabstein für Ernst Hähnel auf dem Alten Katholischen Friedhof

Hähnel studierte Architektur an der Kunstakademie Dresden und ging 1826 nach München, wo er an der Akademie der Bildenden Künste bis 1831 zunächst ebenfalls Architektur, später jedoch Bildhauerei studierte. In München lernte er 1830 Ernst Rietschel und Ludwig Schwanthaler kennen. Hähnel ging 1831 nach Rom, wo er Bertel Thorvaldsen begegnete, und besuchte im folgenden Jahr mit Gottfried Semper Florenz. Ab 1835 lebte Hähnel wieder in München und wurde 1838 von Semper nach Dresden berufen und mit der Anfertigung eines Teils der Skulpturen an der neuen Hofoper betraut.
Hähnel schuf eine Statue von Ludwig van Beethoven, die von Jacob Daniel Burgschmiet in Erz gegossen 1845 in Bonn enthüllt wurde. Im Jahr 1846 vollendete Hähnel für das 500-jährige Jubiläum der Prager Universität die vier Meter hohe Statue Kaiser Karls IV. neben dem Altstädter Brückenturm. Im Jahr 1848 wurde Hähnel Professor an der Dresdener Kunstakademie und wurde neben Ernst Rietschel in der Folgezeit zum „Begründer der Dresdner Bildhauerschule in der zweiten Hälfte des 19. Jahrhunderts.“ Zu seinen Schülern zählten Johannes Schilling, Johannes Benk, Carl Röder, Johannes Hartmann, Artur Volkmann und Christian Behrens.
Er war in Dresden tätig und schuf für die Gemäldegalerie Alte Meister zahlreiche Reliefs sowie die sechs Sandsteinstatuen von Alexander dem Großen, Lysipp, Michelangelo, Dante Alighieri, Raffael und Peter von Cornelius. Seine Raffael-Figur kopierte er für die Berliner Nationalgalerie und das Leipziger Museum. Im Jahr 1867 wurde sein Standbild des Königs Friedrich August II. in Dresden enthüllt; vier Jahre später wurde die Statue Theodor Körners auf dem Georgplatz in Dresden aufgestellt. Zudem schuf Hähnel die Allegorien der Architektur und Bildhauerei als Fassadenschmuck der Dresdener Kunstakademie an der Brühlschen Terrasse.
Hähnel schuf zudem zahlreiche Werke in ganz Deutschland und darüber hinaus in Europa. Die Reiterstatue von Karl Philipp zu Schwarzenberg auf dem Schwarzenbergplatz in Wien stammt ebenso von ihm wie die Reiterstatue des Herzogs Friedrich Wilhelm auf dem Schloßplatz von Braunschweig. Für die Wiener Staatsoper fertigte er verschiedene Plastiken, darunter die klassische und romantische Poesie auf Flügelrossen. Im Jahr 1883 wurde seine Bronzestatue von Gottfried Wilhelm Leibniz in Leipzig enthüllt.
Hähnels eigentliches Gebiet war die ideale Plastik, wobei er hauptsächlich Porträts anfertigte. Seine Figuren zeigen in ihren idealistischen Zügen mit nüchterner Haltung Anklänge an Figurendarstellungen der Antike. Hähnel wurde 1859 Ehrendoktor der Universität Leipzig und im Jahre 1874 Mitglied der Träger des Ordens Pour le Mérite für Wissenschaften und Künste.
Am 11. Oktober 1883 wurde Hähnel Ehrenbürger seiner Geburtsstadt Dresden. Er ist in der letzten Gruppe des Fürstenzuges in Dresden dargestellt.
Hähnel verstarb 1891 in Dresden und wurde auf dem Alten Katholischen Friedhof beigesetzt. Das Grab wurde aus nicht mehr nachvollziehbaren Gründen eingeebnet; am originalen Platz wurde im April 2016 ein neuer Grabstein aufgestellt.

## Werke (Auswahl)
- 1839: Skulpturen für die Semperoper in Dresden (1869 durch Brand zerstört)
- 1845: Statue Ludwig van Beethovens für Bonn, Enthüllung am 12. August 1845, hergestellt von Jacob Daniel Burgschmiet
- 1846: Statue Kaiser Karls IV. in Prag
- 1867: Standbild des Königs Friedrich August II. in Dresden
- 1867: Reiterstatuette Fürst Karl Philipp zu Schwarzenberg, Bronzehohlguss, Denkmalreduktion, 53 × 22,5 × 58,5 cm, Heeresgeschichtliches Museum, Wien[6]
- 1867: Reiterstatue Fürst Karl Philipp zu Schwarzenberg für Wien, Schwarzenbergplatz
- 1871: Statue Theodor Körners
- 1874: Reiterstandbild Herzog Friedrich Wilhelm von Braunschweig für Braunschweig, Enthüllung 10. November 1874, hergestellt von Georg Ferdinand Howaldt
- 1874: Gedenktafel Ludwig Tieck am Standort dessen ehemaligen Wohnhauses Ecke Kreuzstraße/Altmarkt in Dresden[7]
- 1876: Pegasusstatuen auf der Wiener Staatsoper
- 1883: Leibnizdenkmal in Leipzig
- 1886: St. Georgsbrunnen vor der Dresdner Sophienkirche

Beethovendenkmal in Bonn, 1845
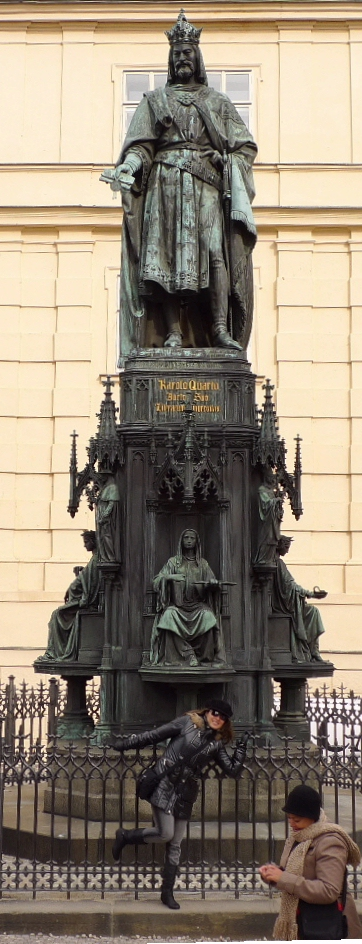
Karl IV. in Prag, 1848
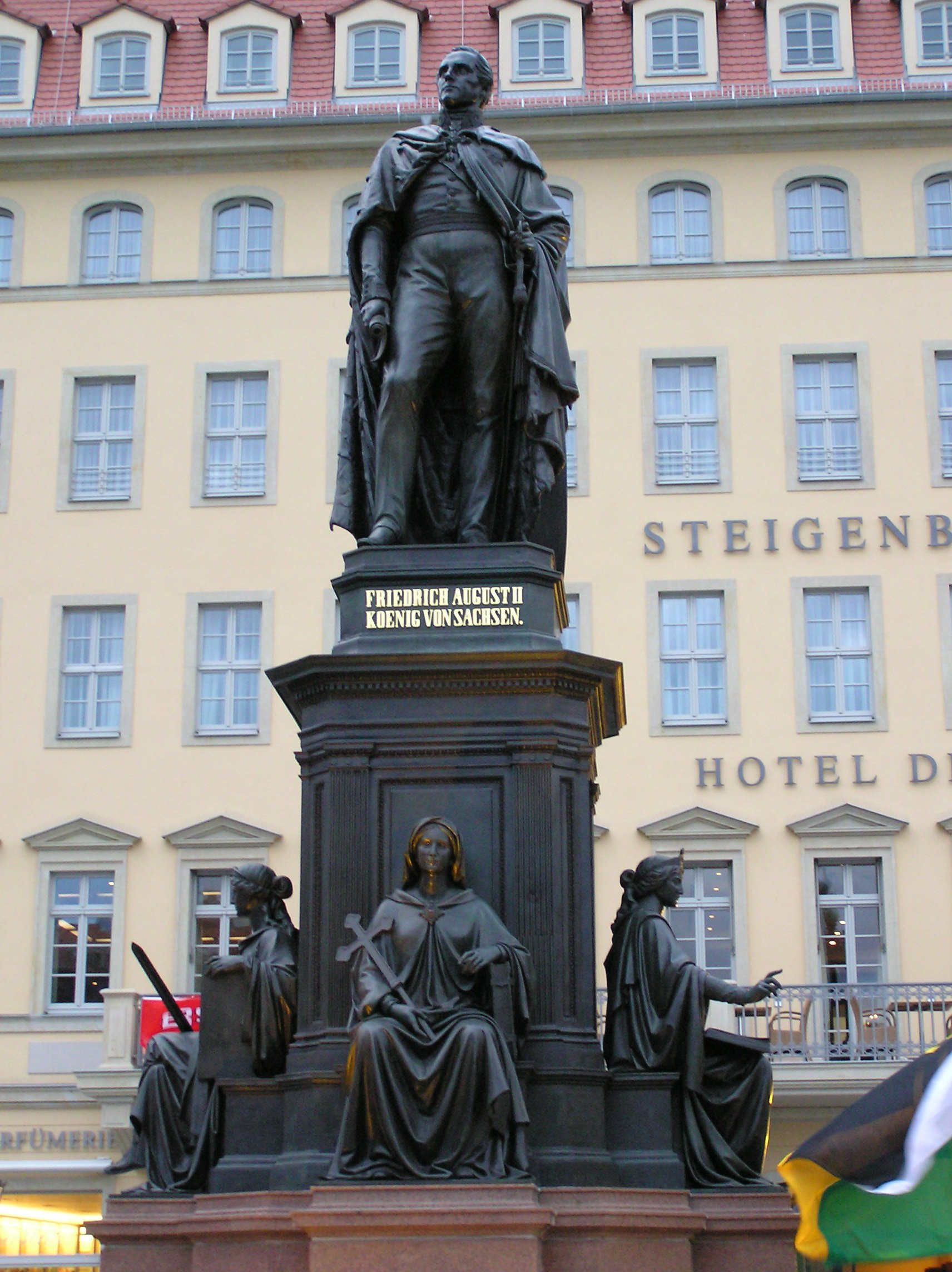
Friedrich August II. in Dresden, 1867
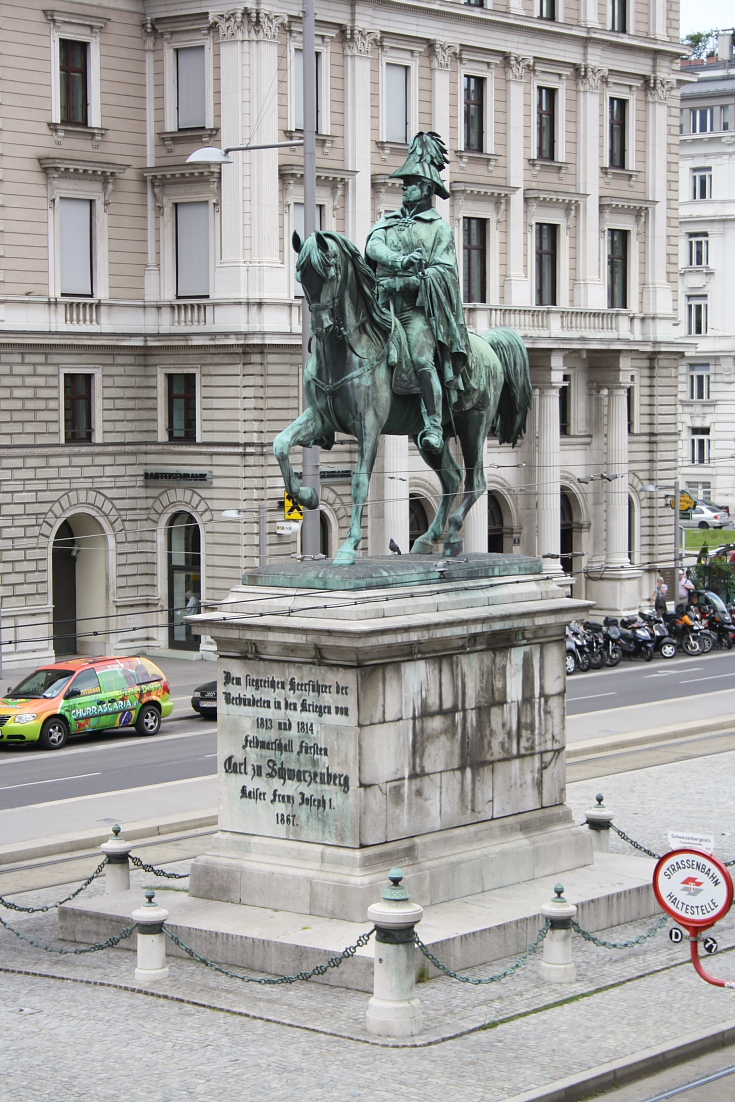
Karl Philipp Fürst zu Schwarzenberg in Wien, 1867
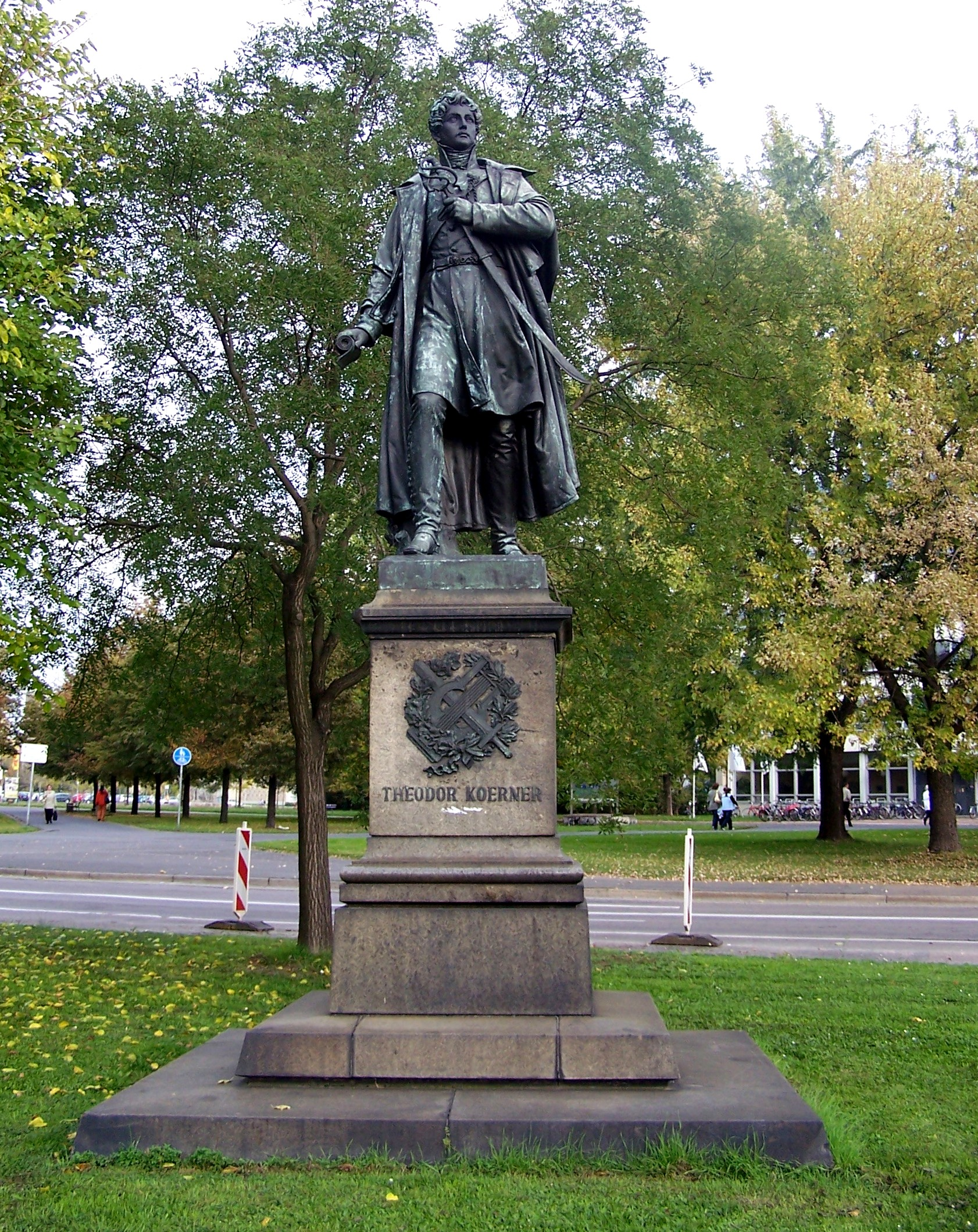
Theodor-Körner-Denkmal in Dresden, 1871
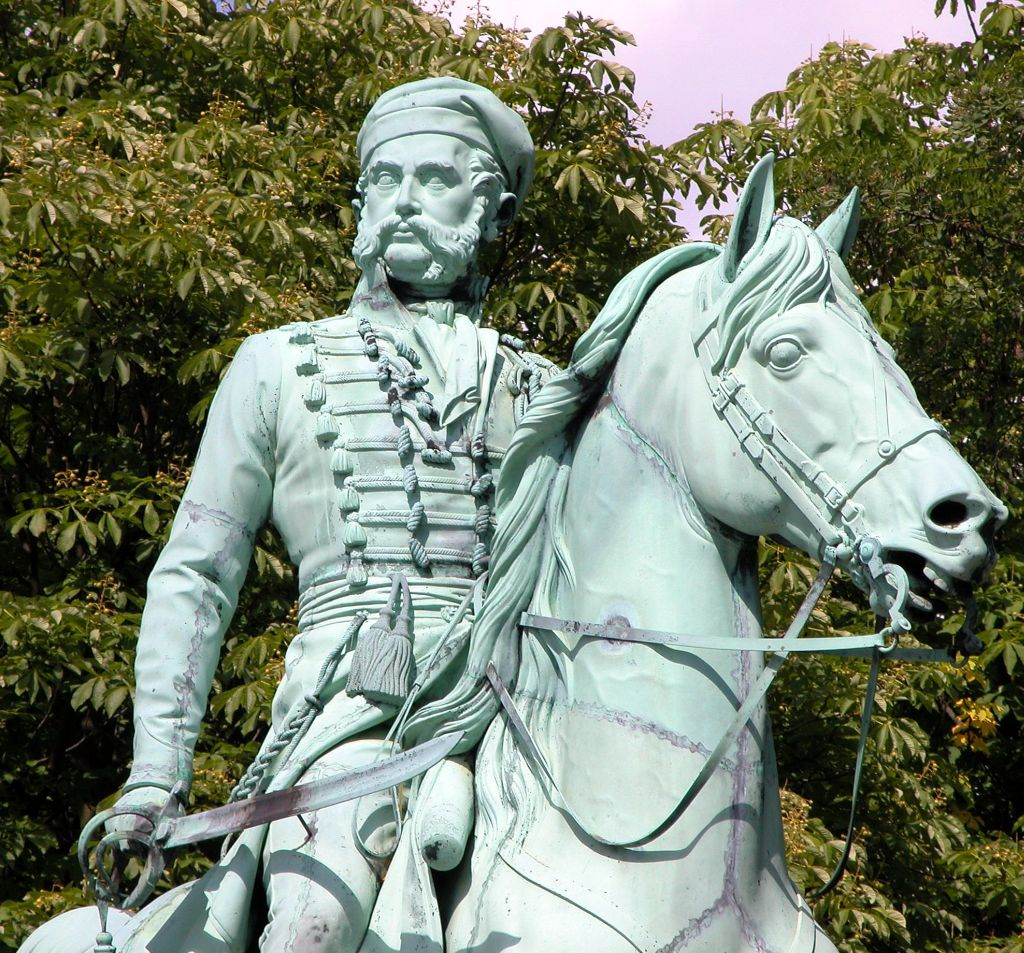
Friedrich Wilhelm von Braunschweig, in Braunschweig, 1874
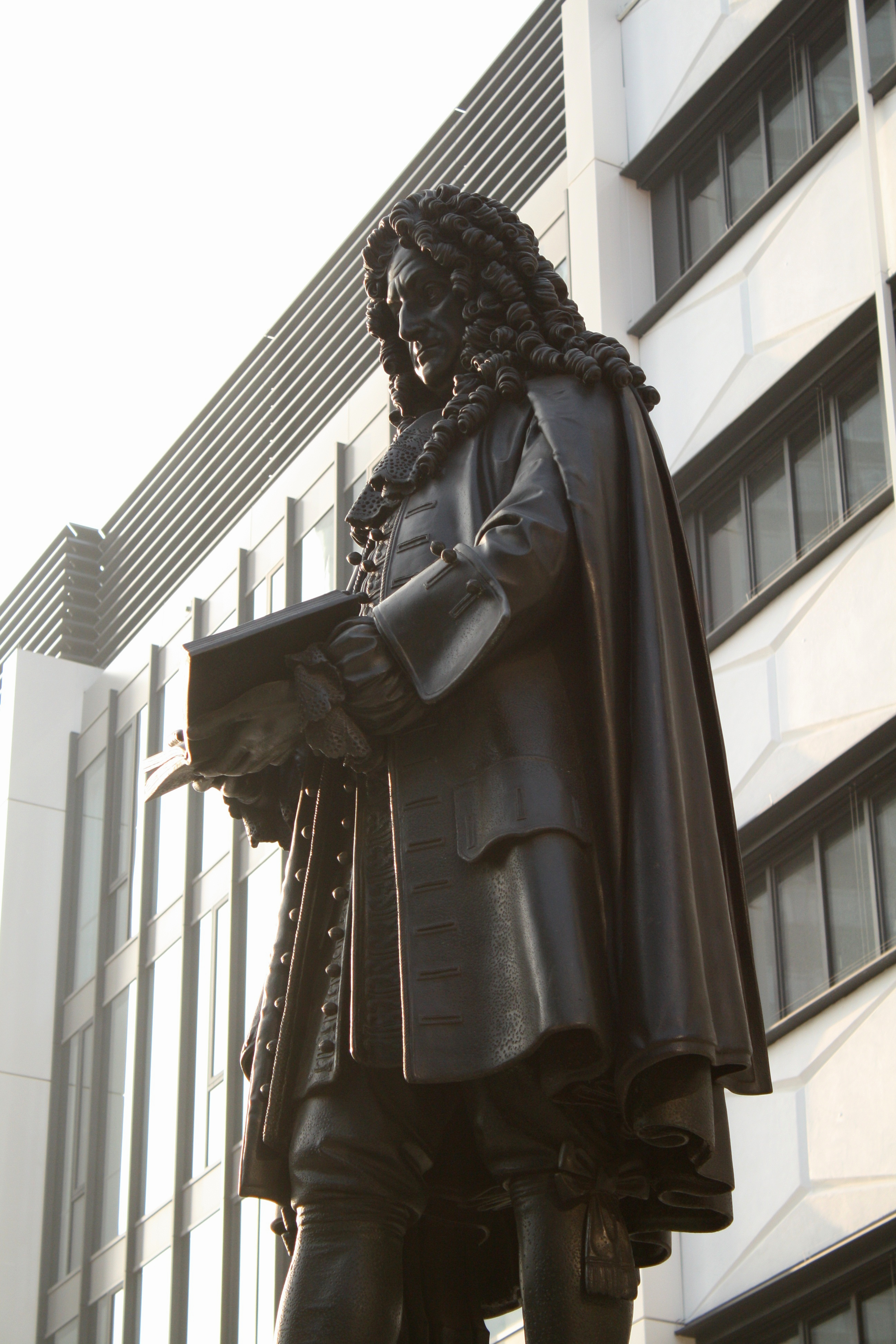
Leibnizdenkmal in Leipzig, 1883